# پالم‌دیل (پنسیلوانیا)
پالم‌دیل (به انگلیسی: Palmdale) یک منطقهٔ مسکونی در ایالات متحده آمریکا است که در Dauphin County واقع شده‌است. پالم‌دیل ۳٫۸۵ کیلومتر مربع مساحت و ۱٬۳۰۸ نفر جمعیت دارد و ۱۳۱٫۹۸ متر بالاتر از سطح دریا واقع شده‌است.